# محمد نوتسال الرابع
محمد نوتسال الرابع الشجاع المعروف أيضًا باسم نورسال باي، أو مرسيل خان، (أفار: Мухӏаммад-нуцал ، 1730-1774) كان حكم آفار نوتسال من 1735 إلى 1774.